# Ronnie Belmans
Ronnie Belmans (Duffel, 19 mei 1956) is een Belgisch energiespecialist, bestuurder en emeritus hoogleraar aan de Katholieke Universiteit Leuven.

## Levensloop
Ronnie Belmans studeerde af als burgerlijk werktuigkundig-elektrotechnisch ingenieur aan de Katholieke Universiteit Leuven (1979), waar hij promoveerde tot doctor in de toegepaste wetenschappen (1984). In 1989 behaalde hij ook een speciaal doctoraat aan de KU Leuven en in 1993 een habilitatie aan de Rheinisch-Westfälische Technische Hochschule in Aken.
Van 1979 tot 1985 was hij onderzoeksassistent aan het departement Elektrotechniek (ESAT) van de KU Leuven, van 1985 tot 1993 postdoctoraal onderzoeker voor het Fonds voor Wetenschappelijk Onderzoek, van 1988 tot 1989 bekleedde hij een Von Humboldt-onderzoeksbeurs en van 1989 tot 1990 was hij professor aan de McMaster-universiteit in Canada. Sinds 1991 was hij als hoogleraar verbonden aan het departement Elektrotechniek (ESAT) van de KU Leuven, waarvan hij van 1999 tot 2003 hoofd was. Sinds 1999 is hij gasthoogleraar aan het Imperial College London in het Verenigd Koninkrijk. Hij ging op emeritaat in 2021.
Van 2002 tot 2010 was Belmans voorzitter van transmissienetbeheerder Elia. Hij was medeoprichter van EnergyVille, dat de onderzoeksinstellingen KU Leuven, VITO, imec en de Universiteit Hasselt voor onderzoek naar duurzame energie en intelligente energiesystemen verenigt. Hij was CEO van EnergyVille van 2012 tot 2021. In 2017 werd hij voorzitter van de Vlaamse Regulator van de Elektriciteits- en Gasmarkt. Hij volgde Kurt Deketelaere op en werd voorgedragen namens Open Vld. In 2022 volgde Maarten De Cuyper hem als voorzitter op.
Sinds 2018 is hij directeur van de Global Smart Grid Federation, een internationale organisatie die het samenwerkingsverband tussen nationale en regionale smart grid-verenigingen moet bevorderen. Sinds 2021 is hij lid van de raad van bestuur (voorgedragen namens Groen) van het Studiecentrum voor Kernenergie te Mol SCK CEN. Belmans is lid van het Institute of Electrical and Electronics Engineers en het Institute of European Studies.